# Třída Chao Phraya
Třída Chao Phraya (či též typu 053HT) je třída raketových fregat stavěných v ČLR pro Thajského královského námořnictva. Celkem byly postaveny čtyři jednotky této třídy. Třída je derivátem čínských Fregata typu 053H2 (v kódu NATO: Jianghu III) a je ve službě od roku 1991.

## Stavba
Čínská loděnice China State Shipbuilding Corporation postavila v Hudong v Šanghaji celkem dvě fregaty této třídy.
Jednotky třídy Chao Phraya:
| Typ      | Jméno                | Založení kýlu | Spuštění na vodu  | Vstup do služby   | Status  |
| -------- | -------------------- | ------------- | ----------------- | ----------------- | ------- |
| 053HT    | Chao Phraya (FF 455) | 1989          | 24. června 1990   | 5. dubna 1991     | Aktivní |
| 053HT    | Bangpakong (FF 456)  | 1989          | 25. července 1990 | 20. července 1991 | Aktivní |
| 053HT(H) | Kraburi (FF 457)     | 1990          | 28. prosince 1990 | 16. ledna 1992    | Aktivní |
| 053HT(H) | Saiburi (FF 458)     | 1990          | 27. srpna 1991    | 4. srpna 1992     | Aktivní |

## Konstrukce

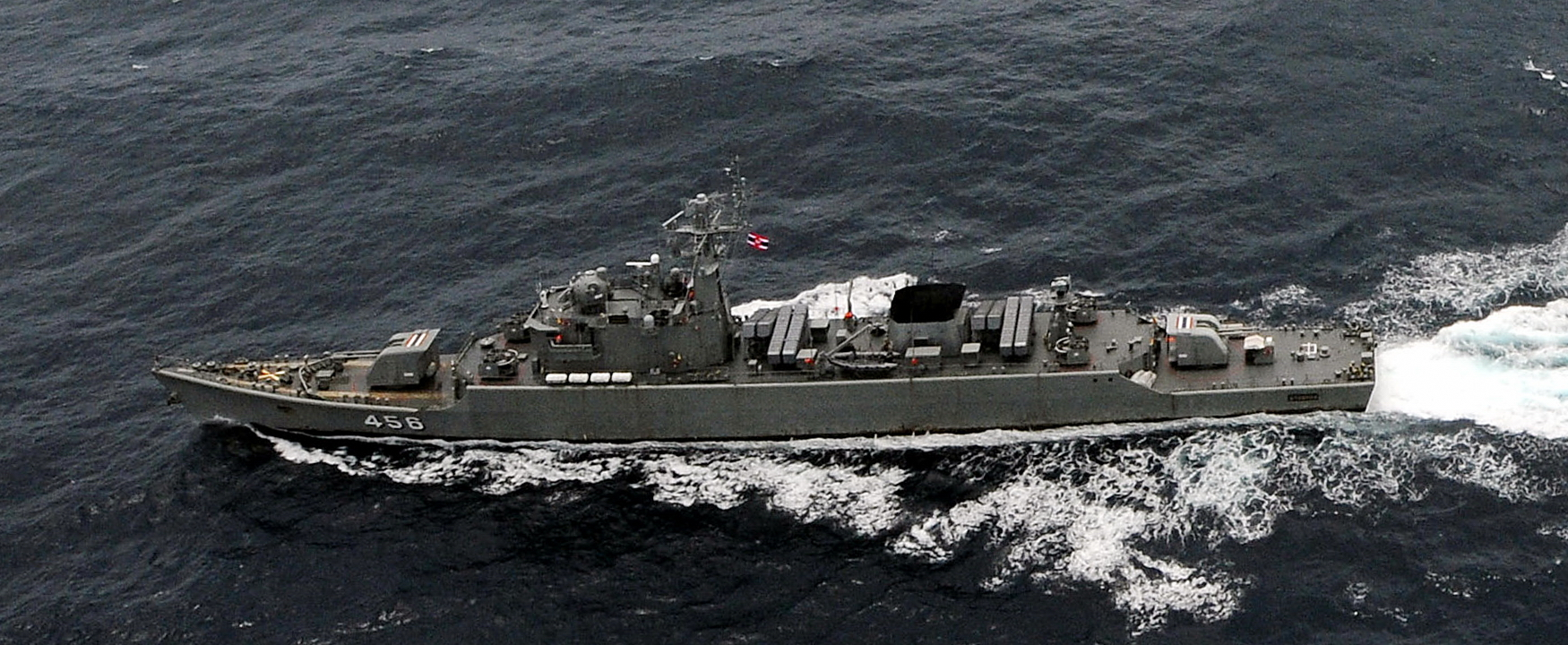
Bangpakong (FF 456)

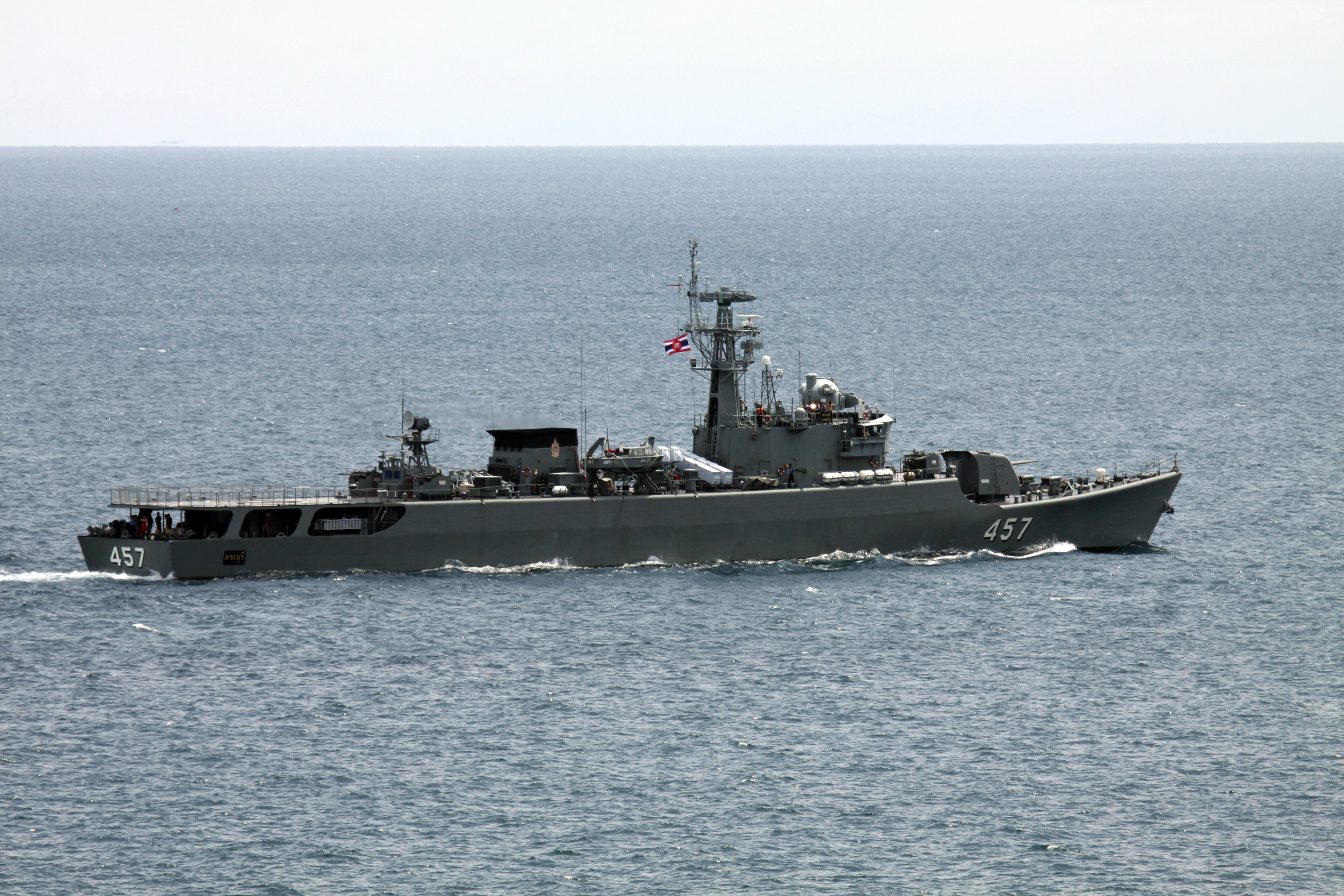
Vrtulníková verze fregaty Kraburi (FF 457)

Rozdíl mezi Type 053HT a 053HT(H) je druhý vrtulník pad a bývalý místo s dvojitá 100mm námořní zbraň.